# Harvey Ball

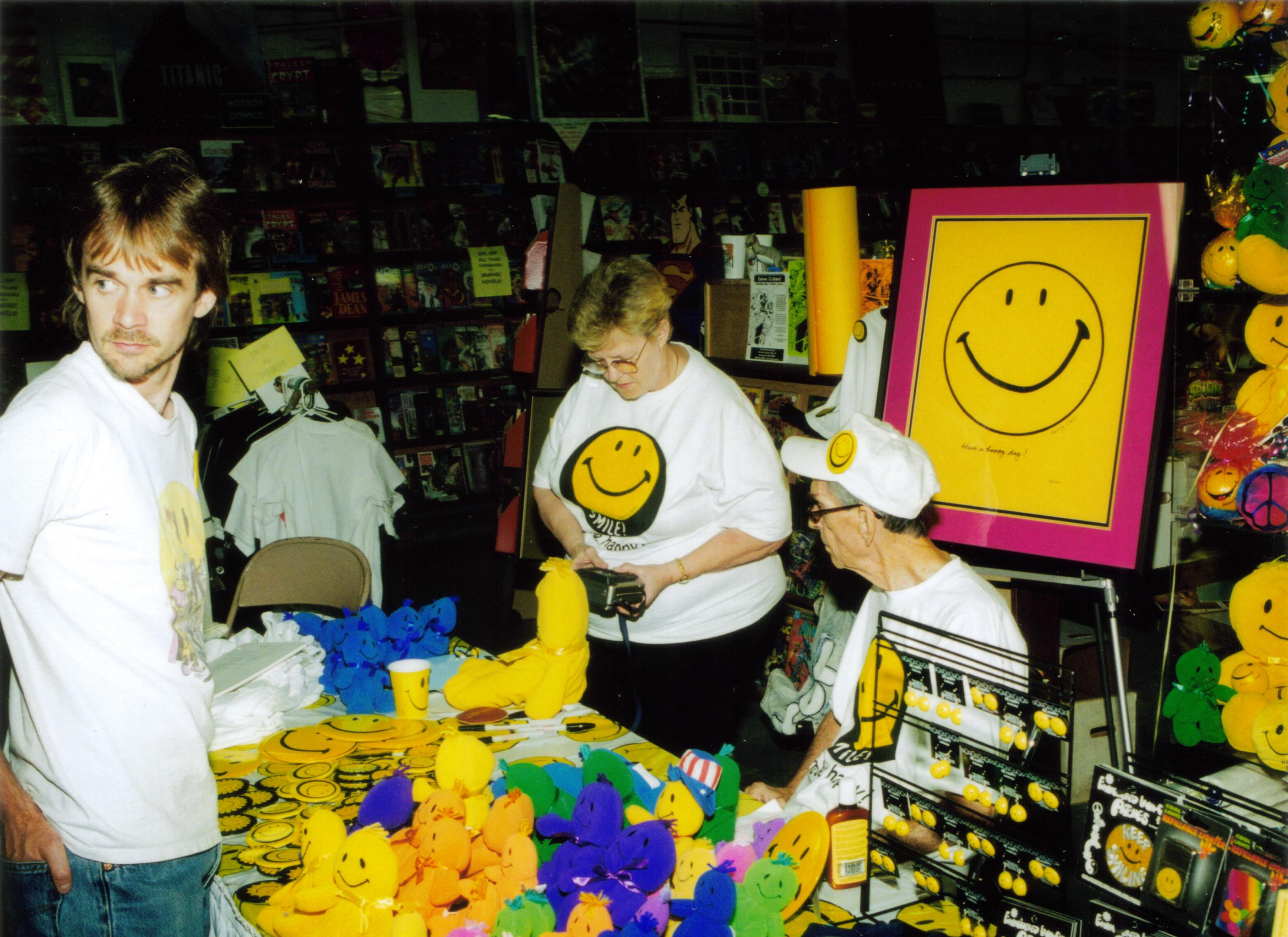
Harvey Ball, rechts im Bild sitzend, 1998 bei einer Signierveranstaltung

Harvey Ross Ball (* 10. Juli 1921 in Worcester, Massachusetts; † 12. April 2001 ebenda) war ein US-amerikanischer Grafikdesigner. Er gilt als der Erfinder des „Smileys“.

## Leben
Bereits während seiner Schulzeit in der örtlichen High School interessierte er sich für Kunst. Im Anschluss entschied er sich für diesen Studienzweig und ging auf die Worcester Art Museum School, s. Worcester Art Museum
Während des Zweiten Weltkrieges wurde er als Soldat in Asien eingesetzt. Auch nach dem Zweiten Weltkrieg blieb Harvey Ball beim Militär und erhielt mehrere Auszeichnungen.
1959 gründete Harvey Ball seine eigene Werbefirma namens Harvey Ball Advertising, nachdem er einige Jahre Erfahrungen als Angestellter in dieser Branche gemacht hatte.
Im Dezember 1963 sollte Harvey Ball einen Ansteckbutton für die kleine Versicherungsgesellschaft State Mutual Life Assurance Cos. of America entwerfen, um deren Mitarbeiter zu motivieren. Also zeichnete er einen Kreis, malte ihn gelb aus, setzte zwei Punkte hinein, darunter einen Halbkreis, und das Smiley war geboren. Diese Ansteckbuttons wurden dann auch an die Kunden des Unternehmens verteilt und das Smiley rasch so populär, dass es schon wenige Monate später weltweit bekannt war. Ball erhielt für den Entwurf 45 US-Dollar.
Durch eine fehlende rechtliche Absicherung des Motivs verdiente Harvey Ball (von den 45 Dollar abgesehen) gar nichts. Er beschäftigte sich trotz des entgangenen Gewinns weiterhin mit dem Smiley und gründete die World Smile Corporation, deren verkaufte Smiley-Produkte Kinderhilfsorganisationen in der ganzen Welt zugutekommen.
1999 rief Harvey Ball den Welttag des Lächelns (World Smile Day) ins Leben, da er der Meinung war, dass wir alle einen Tag im Jahr dem Lächeln und den freundlichen Taten auf der ganzen Welt widmen sollten. Daraus resultiert auch das Motto dieses Tages „Tue etwas Freundliches. Hilf einer Person zu lächeln!“ (im Original: „Do an act of kindness. Help one person smile!“). Dieser Tag wird jedes Jahr am ersten Freitag des Oktobers begangen.
Am 12. April 2001 starb Ball im Alter von 79 Jahren in seiner Geburtsstadt Worcester. Er hinterließ eine Frau, drei Söhne und eine Tochter.